# Halál (Vertigo Comics)
Halál egy kitalált szereplő a Vertigo Comics által kiadott The Sandman című képregénysorozatban. Első megjelenése a Sandman #8 számban volt 1989 augusztusában. Megalkotói Neil Gaiman író és Mike Dringenberg rajzoló.

## Jellemzése
A történetekben Halál egyszerre maga az élet vége és egyben a lelkek vezetője. Mint a halál legtöbb megtestesülése, Halál eljön a nemrég elhunytakért és elvezeti őket az új létezési formájukba. Azonban az általános halál-megtestesülésektől eltérően Halál születésükkor is meglátogatja az embereket. Természetesen ezekre a találkozásokra csak ő maga emlékszik. A különkiadásban az is megjelenik, hogy Halált egykor Teleute néven ismerték az ősi Görögországban.
Külsőleg Halál ellentéte a hagyományos nyugati kultúrában megszokott megtestesülésnek, a Kaszásnak. A The Sandman sorozatban Halál egy vonzó, világos bőrű goth stílusú lány, általában fekete pólóban és farmerben. Ezüst ankh kereszt lóg egy láncon a nyakában, és jobb szeme körül Hórusz szemére emlékeztető jel van. Halál egy kedves, reális, huncut szereplő, Álom mindkét inkarnációjában valamiféle nevelő szerepet is betölt. Ez az ironikus helyzet is hozzájárul, hogy Halál a Sandman szereplői közül az egyik legnépszerűbb. Halált az Empire Magazine egy ötvenes listán a tizenötödik legjobb képregényszereplőként jelölte meg. A Sandman sorozatban Halál nem jelenik meg túl gyakran, ám az Empire jellemzése szerint Halál a tökéletes példája annak, hogy a legjobb szereplőket nem kell elcsépelni.
Gaiman szerint Halál külső megjelenését kezdetben Mike Dringenberg egy Cinnamon nevű barátja ihlette. Téves hírekkel ellentétben Gaiman nem személyes jó barátjáról, Tori Amosról mintázta Halált. A rajzoló Dave McKean azonban profi angol modelleket bérelt fel, akikről a borítók szereplőit alkotta meg.
A Halálnak ez a megjelenése a Sandman – Az álmok fejedelme sorozat nyolcadik, Szárnyainak suhogása című részében tűnt fel először. A rövidesen népszerűvé vált szereplő ezután a sorozat minden főbb történetszálában megjelent rövidebb-hosszabb jelenetekre. Gaiman igyekezett viszonylag egyenlő arányban szerepeltetni a Végtelenek családjának tagjait, így Halál a népszerűsége ellenére sem jelent meg annyiszor, mint azt a rajongók várták. A kilencedik fő történetszál The Kindly Ones című részében egy hosszabb és jelentőségteljesebb jelenete van Álommal, melynek végén végül békességet nyújt testvérének.
Halál a második legidősebb testvér a Végtelenek között. Vélhetően a leghatalmasabb erővel rendelkezik testvérei között. A Brief Lives című kötetből kiderült, hogy ő az egyetlen, aki túlélné az univerzum ennek a megtestesülésének a végét. Halál birodalma nincs részletesen bemutatva a sorozatban, kivéve egy rövid jelenetet a házában a Song of Orpheus című történetben, majd a The Books of Magic sorozatban. Ott tartja kalap gyűjteményét, Slimet és Wandsworth-öt, az aranyhalait és talán a galériáját.
Halál minden században egyszer egyetlen napra emberi formát ölt, hogy kapcsolatban maradjon az emberiséggel, és hogy megértse az értékét az életeknek, amiket elvesz.

## Filmadaptáció
A szereplő Halál: Az élet mindig drága című minisorozata alapján mozifilm is tervezés alatt van a New Line Cinema kezében, melynek forgatókönyvét Neil Gaiman írta, illetve ő tervezi megrendezni a filmet Guillermo del Toróval. Gaiman sok időt töltött del Toroval a Hellboy 2. forgatásán, hogy a rendezésről tanuljon. A film jelenlegi munkacíme Death and Me. Egy 2009-es interjúban Gaiman úgy nyilatkozott, nem sok esélyt lát a megvalósításra, melynek legfőképpen a szerzői jogok állnak útjában. „A gond az, hogy Death, mint szereplő a The Sandman képregényhez tartozik, így a DC Comics tulajdona, ami pedig a Warner Broshoz tartozik.....A New Line jelenleg a Warner Bros. irattárában porosodik...”.
Két hozzáadott jelenet és a fő történetszál New Yorkból Londonba való áthelyezésén kívül a forgatókönyv szinte változatlan a képregényhez képest. 2007-es interjúk szerint a főszereplők egyikeként lehetséges Shia LaBeouf, Gaiman blogja szerint Didi, vagyis a Halál szerepére még nincs jelölt.

## Külső hivatkozások
- Death a Comic Book Database-ben Archiválva 2009. május 29-i dátummal a Wayback Machine-ben